# Первая соборная мечеть
Пе́рвая собо́рная мече́ть Уфы́ имени Джалаладдина Руми (баш. Өфө ҡалаһының беренсе йәмиғ мәсете, тат. Уфа шәһәренең беренче җәмигъ мәчете) — мечеть в Уфе, один из главных исламских центров Башкортостана.
Адрес: Башкортостан г. Уфа, ул. Тукаева, д. 48. Здание мечети является объектом культурного наследия.

## История
Мечеть построена в 1830 году по ходатайству муфтия Оренбургского магометанского духовного собрания Габдессаляма Габдрахимова на средства купца 2-й гильдии г. Уфы Мукмина Хозясеитова.
В 1894—1911 гг. по проекту инженера-архитектора И. Мялова была проведена реконструкция мечети.
До 1920-х гг. Уфимская Первая соборная мечеть занимала главенствующее положение среди мечетей России.
При мечети действовало медресе «Гусмания» и русско-башкирское 2-классное училище.
В 1960—1992 гг. Первая соборная мечеть являлась единственной действующей мечетью в городе Уфе.

## Имам-хатыбы
Г. Габдрахимов (с 1830 года), А. Габдуссалямов (с 1840 года), Ш. Г. Сулейманов (1844—1885), Гусманов (с 1888 года), Д. Т. Абзгильдин (1907—1938), Б. В. Тугузбаев, Н. М. Нигматуллин (1983—1992), М. М. Мухамадисламов (1992—2006), В. М. Тимиргалиев (с 2006 года).

## Интересные факты

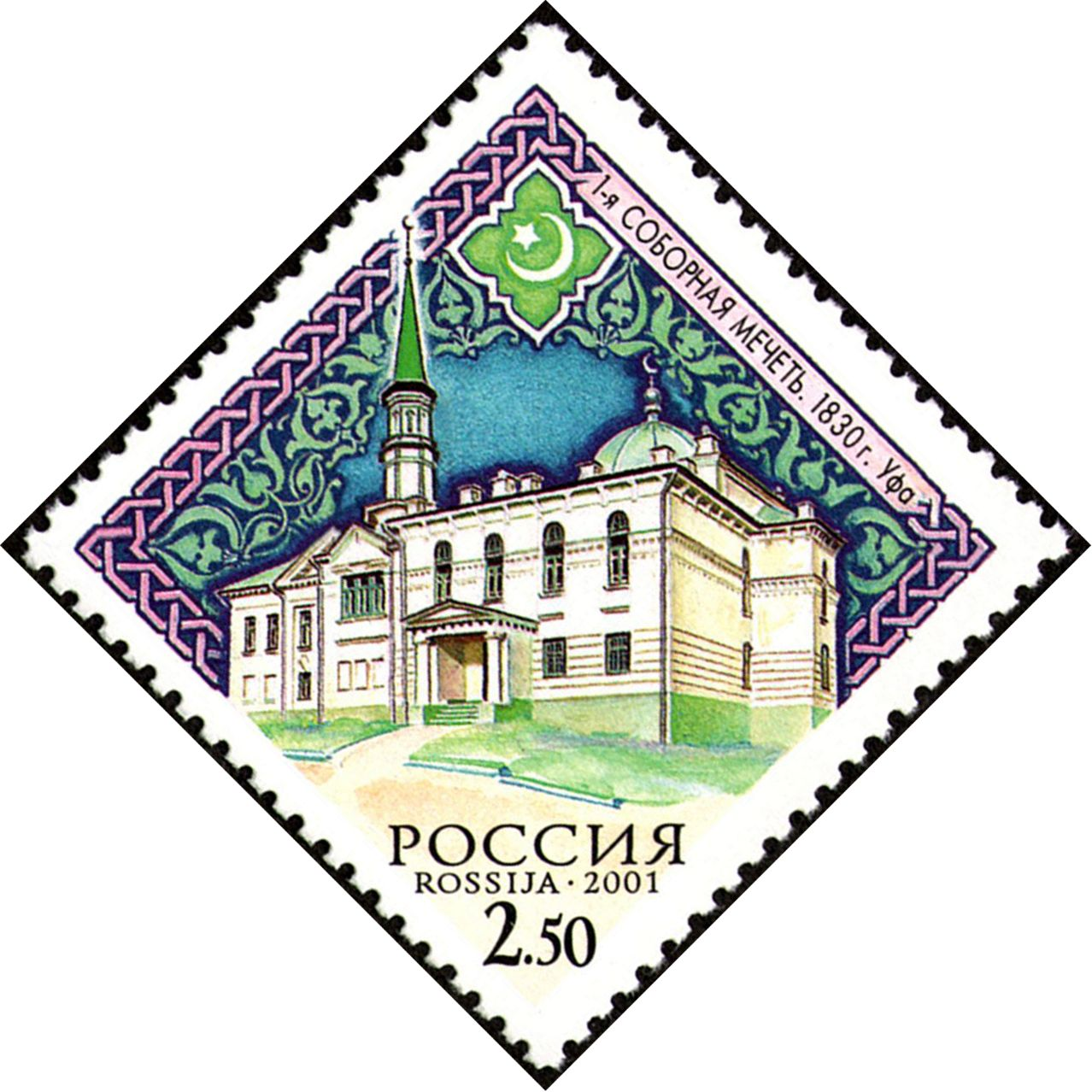
Первая соборная мечеть Уфы на марке

В народе мечеть называется Тукаевская мечеть. Существует две версии такого наименования. Одна версия утверждает, что мечеть названа в честь татарских религиозных деятелей Тукаевых из Стерлибашево. В XIX веке Стерлибашевское медресе было центром мусульманской науки в России. Другая версия говорит, что мечеть названа именем улицы, на которой она находится.